# Dasyatis marianae
Dasyatis marianae és una espècie de peix de la família dels dasiàtids i de l'ordre dels myliobatiformes.
Els adults poden assolir 40 cm de longitud total. És ovovivípar. És un peix marí, de clima tropical (0°S-19°S) i demersal que viu entre 2-15 m de fondària. Es troba a l'oceà Atlàntic sud-occidental: el Brasil (des de Maranhão fins al sud de Bahia).
És inofensiu per als humans.